# باول أندروود
باول أندروود (بالإنجليزية: Paul Underwood)‏ (16 أغسطس 1973 في المملكة المتحدة - ) هو لاعب كرة قدم بريطاني في مركز الوسط. لعب مع روشدين ودايموندز ونادي إنفيلد ونادي لوتون تاون ونادي إِنفيلد ‏ وساتون يونايتد وكارشالتون أثلتيك وMolesey F.C. ‏ وDorking F.C. ‏ وHarefield United F.C. ‏.

## وصلات خارجية
- باول أندروود على موقع قاعدة بيانات كرة القدم.إي يو (الإنجليزية)
- باول أندروود على موقع Soccerbase.com (لاعب) (الإنجليزية)